# Settala
Settala is een gemeente in de Italiaanse metropolitane stad Milaan (regio Lombardije) en telt 6460 inwoners (31-12-2004). De oppervlakte bedraagt 17,5 km², de bevolkingsdichtheid is 341 inwoners per km².
De volgende frazioni maken deel uit van de gemeente: Premenugo, Caleppio.

## Demografie
Settala telt ongeveer 2515 huishoudens. Het aantal inwoners steeg in de periode 1991-2001 met 16,1% volgens cijfers uit de tienjaarlijkse volkstellingen van ISTAT.
| Jaar | Inwoneraantal |
| ---- | ------------- |
| 1991 | 4989          |
| 2001 | 5790          |

## Geografie
Settala grenst aan de volgende gemeenten: Vignate, Rodano, Liscate, Comazzo (LO), Merlino (LO) (LO), Pantigliate, Paullo, Mediglia.